# Zabrđani
Zabrđani su naseljeno mjesto u općini Konjic, Federacija Bosne i Hercegovine, BiH.
Nalaze se na planini Visočici, jugoistočno od Konjica.

## Stanovništvo

### 1991.
Nacionalni sastav stanovništva 1991. godine, bio je sljedeći:
ukupno: 72
- Muslimani – 46
- Srbi – 25
- ostali, neopredijeljeni i nepoznato – 1

### 2013.
Nacionalni sastav stanovništva 2013. godine, bio je sljedeći:
ukupno: 23
- Bošnjaci – 21
- ostali, neopredijeljeni i nepoznato – 2

## Vanjske poveznice
- Satelitska snimka  Arhivirana inačica izvorne stranice od 22. ožujka 2021. (Wayback Machine)